# Салават Юлаев (хоккейный клуб)
«Салава́т Юла́ев» (баш. «Салауат Юлаев») — российский хоккейный клуб из Уфы, выступающий в Континентальной хоккейной лиге. Двукратный чемпион России (2007/08, 2010/11), обладатель Кубка Гагарина (2010/2011), двукратный обладатель Кубка Открытия (2008/2009, 2011/2012), обладатель Кубка Континента (2009/2010).
Один из четырёх клубов (наряду со СКА, «Металлургом» и «Ак Барсом»), который выходил в плей-офф в каждом сезоне КХЛ. Выходил в финалы Конференции Восток Кубка Гагарина 6 раз: 2010, 2011, 2014, 2016, 2019, 2025 годах.

## История клуба
В октябре 1960 года приказом руководства Уфимского приборостроительного завода была учреждена хоккейная секция при спортивном клубе имени Салавата Юлаева. В феврале 1961 года хоккейная команда СК имени Салавата Юлаева сыграла первый матч на зональных соревнованиях в Свердловске.
Перед сезоном 1961/1962 был приглашён челябинский тренер Владимир Штырков, игроки из Челябинска и Нижнего Новгорода. 8 из 19 игроков команды составили бывшие хоккеисты уфимского клуба «Труд» — участника чемпионата СССР класса «Б» в сезоне 1960/1961, прекратившего существование в 1961 году.
25 ноября 1961 года СК имени Салавата Юлаева дебютировал в классе «Б» чемпионата СССР в Челябинске, где проиграл «Металлургу» — 1:3.
Первые международные матчи клуб сыграл 30 и 31 декабря 1961 года в Уфе с «Висмутом» из ГДР и в обоих победил — 5:3 и 5:4.
В 1964 году Федерация хоккея СССР допустила СК имени Салавата Юлаева к первенству страны по классу «А». Первый матч в классе «А» клуб провёл 15 ноября 1964 г., уступив в Нижнем Тагиле местному «Спутнику» со счётом 5:1. Автором первой юлаевской шайбы в классе «А» стал Бронислав Селиванов.
До 1967 года юлаевцы играли под открытым небом на стадионе «Труд». 28 октября 1967 года в Уфе состоялось открытие крытого ледового Дворца спорта на улице Зорге, где клуб выступал вплоть до 2007 года. Первый матч во Дворце спорта состоялся 20 ноября 1967 года. СК имени Салавата Юлаева сыграл вничью с «Торпедо» из Усть-Каменогорска — 3:3. Автором первого гола в этом матче стал Александр Кочкин.
В 1978 году клуб впервые вышел в высшую лигу советского хоккея, где провёл с перерывами 5 сезонов (1978/1979, 1980/1981, 1982/1983, 1985/1986 и 1986/1987 годов). Наивысшим достижением является 11 место. Клуб провёл в первой лиге 4 сезона (1979/1980, 1981/1982, 1983/1984, 1984/1985). Наивысшим достижением было 2 место.
В 1992 году «Салават Юлаев» был включён в МХЛ. В сезоне 1992/93 в 1/8 финала плей-офф проиграл ярославскому «Торпедо» 0:2 (2:4, 5:6 бул). В сезоне 1994/1995 МХЛ впервые завоевал бронзовые медали чемпионата и повторил это достижение в последующих двух сезонах. В чемпионате России завоевал дважды золото (2007/2008, 2010/2011), серебро (2013/2014) и дважды бронзу (2009/2010, 2015/2016). «Салават Юлаев» впервые стал победителем регулярного первенства в сезоне 2007/08, набрав 125 очков.

### Выступление в Континентальной хоккейной лиге

#### Сезон 2008/2009. Досадное поражение
В межсезонье было заключено соглашение с нападающим сборной России и клуба НХЛ «Нэшвилл Предаторз» Александром Радуловым. Его переезд в КХЛ вызвал большой скандал в отношениях между НХЛ и КХЛ, так как у Радулова был действующий контракт с клубом НХЛ.
Выиграв в матче на Кубок открытия у «Локомотива» из Ярославля со счётом 4:1, далее уфимские хоккеисты во второй раз подряд выиграли регулярный чемпионат, набрав 129 очков. В первом сезоне КХЛ 2008—2009 Кубок Континента не вручался, победителем регулярного сезона был объявлен «Салават Юлаев». В играх плей-офф «Салават Юлаев» в первом раунде сенсационно уступил омскому «Авангарду», занявшему по итогам чемпионата 16 место. На европейской арене «Салават Юлаев» в упорной борьбе уступил магнитогорскому «Металлургу» в полуфинале Лиги чемпионов (2:1; 1:3).
Выступление команды было признано неудовлетворительным, главный тренер команды Сергей Михалёв был отправлен в отставку. Новым главным тренером клуба стал главный тренер сборной России Вячеслав Быков. Контракт с тренерским тандемом Быков — Игорь Захаркин был заключён сроком на 2 года.

#### Сезон 2009/2010. Тандем приносит бронзу
В межсезонье клуб усилился, заключив контракты с нападающим, двукратным чемпионом мира Сергеем Зиновьевым, защитником, двукратным чемпионом мира Дмитрием Калининым, нападающим Вашингтона Виктором Козловым, а также с норвежским нападающим Патриком Торесеном. В ходе чемпионата по итогам обмена клуб пополнился нападающим Петром Счастливым. Клуб покинули нападающий Алексей Терещенко и защитник Игорь Щадилов.
«Салават Юлаев» в третий раз подряд выиграл регулярный чемпионат (и стал первым обладателем новоучреждённого Кубка Континента), повторив прошлогодний результат в 129 очков. В первом раунде плей-офф уфимцы обыграли в четырёх матчах в серии до трёх побед «Автомобилист». Во втором раунде в шести матчах был обыгран «Нефтехимик». В финале конференции «Салават Юлаев» уступил казанскому «Ак Барсу» (2-4) и завоевал бронзовые медали чемпионата России (четвёртые в истории).

#### Сезон 2010/2011. Чемпионы
В межсезонье клуб усилился шведским вратарём (за которым неплохо охотились другие клубы) Эриком Эрсбергом, нападающим, чемпионом мира Олегом Сапрыкиным и нападающими Александром Свитовым, Робертом Нильссоном и Якубом Клепишем. Клуб покинул нападающий Александр Пережогин.
«Салават Юлаев» закончил регулярный чемпионат на третье месте на Востоке, уступив победителю, омскому «Авангарду» девять очков. В первом раунде плей-офф клуб в четырёх матчах одолел новосибирскую «Сибирь» (5:2, 3:1, 6:2, 5:0). Во втором раунде в пяти матчах был обыгран принципиальный соперник — казанский «Ак Барс» (3:2, 3:1, 2:1, 0:4, 1:0). В финале конференции «Салават Юлаев» в семи встречах одолел магнитогорский «Металлург» (4:3, 4:0, 1:2, 4:2, 3:4, 3:5, 1:0) и впервые в истории вышел в финал Кубка Гагарина. В финале юлаевцам понадобилось пять матчей, чтобы обыграть «Атлант» (2:1, 3:1, 3:2, 0:4, 3:2), впервые в истории выиграть Кубок Гагарина и во второй раз стать чемпионом страны. Автором победной шайбы в пятом матче стал Александр Свитов. Лучшим бомбардиром КХЛ по итогам чемпионата стал Александр Радулов.
Весной 2011 года истекли соглашения с тренерским штабом. Руководство клуба не стало заключать новый контракт с Вячеславом Быковым и Игорем Захаркиным по причине высокой стоимости их контрактов. Новым главным тренером клуба был назначен Сергей Михалёв, проводивший команду к золотым медалям в сезоне 2007/2008.

#### Сезон 2011/2012. Тренерская чехарда
В межсезонье клуб покинули ключевые игроки клуба: вратарь Александр Ерёменко; защитники Дмитрий Калинин, Кирилл Кольцов; нападающие Владимир Антипов и Патрик Торесен. Клуб усилился защитником Виталием Атюшовым, нападающими Игорем Мирновым, Игорем Радуловым и чемпионами мира Максимом Сушинским и Антти Пильстремом. Во время предсезонных сборов возник конфликт между новым главным тренером Сергеем Михалёвым и главной звездой команды Александром Радуловым.
Матч на Кубок открытия между «Салаватом Юлаевым» и подмосковным «Атлантом» был прерван в связи с авиакатастрофой, в которой погибла хоккейная команда ярославского «Локомотива». В матче-переигровке «Салавату Юлаеву» во второй раз в истории удалось завоевать Кубок открытия — 5:3, при этом юлаевцы отыгрались со счёта 0:3. Но данный успех был локальным, действующий чемпион страны в регулярном чемпионате выступал очень нестабильно. Уже в ноябре главный тренер Сергей Михалёв был отправлен в отставку. Исполняющим обязанности главного тренера был назначен Венер Сафин, входивший в тренерский штаб команды с 2001 года. Сафин отказался от услуг защитника Олега Твердовского и нападающего Максима Сушинского, а также легионеров Якуба Клепиша и Роберта Нилссона . После смены главного тренера игра команды стабилизировалась, и «Салават Юлаев» закончил регулярный чемпионат на пятом месте. В первом раунде плей-офф «Салават Юлаев» проиграл «Ак Барсу» в шести матчах (3:0, 2:3 ОТ, 3:4 ОТ, 0:3, 2:1, 2:3), заняв в итоге 9 место.

#### Сезон 2012/2013. Без Радулова
В межсезонье клуб покинул главный бомбардир команды последних лет нападающий Александр Радулов. Так как у Александра был действующий контракт с юлаевцами, за его переход хоккейный клуб ЦСКА заплатил рекордную компенсацию в 250 миллионов рублей. По ходу сезона был отправлен в отставку главный тренер команды Венер Сафин, и. о. главного тренера был назначен Владимир Юрзинов (младший). «Салават Юлаев» завершил регулярный чемпионат на пятом месте. В 1/4 финала восточной конференции клуб в семи матчах одолел магнитогорский «Металлург» (4:3 ОТ, 0:2, 4:1, 2:3, 1:2, 5:4, 2:0). Во втором раунде в семи матчах уступил «Ак Барсу» (3:2, 2:0, 0:3, 3:5, 3:4 ОТ, 4:3 ОТ, 3:4).

#### Сезон 2013/2014. Первое серебро
В регулярном чемпионате КХЛ «Салават Юлаев» занял 4 место в конференции и 8 место в сводной таблице. В 1/4 финала восточной конференции клуб в семи матчах одолел нижегородское «Торпедо» (1:3, 0:1, 2:1 3OT, 4:2, 4:2, 2:6, 2:1). Во втором раунде плей-офф в пяти матчах одолел «Барыс» (3:2, 5:2, 3:2, 1:2, 3:2). В финале конференции в пяти матчах уступил магнитогорскому «Металлургу» (2:3, 2:3 OT, 4:0, 0:1, 0:1 OT). В итоге «Салават Юлаев» занял итоговое третье место КХЛ и завоевал первые в своей истории серебряные медали чемпионата России.

#### Сезон 2014/2015. Закат эпохи Гросса
В межсезонье команду покинули ряд ключевых игроков — нападающие Игорь Мирнов стал игроком «Ак Барса», Никита Филатов перешёл в «Югру», у Сергея Зиновьева закончился контракт, защитники Виталий Прошкин завершил карьеру, Брент Сопел уехал в АХЛ, вратарь Андрей Василевский подписал контракт с клубом НХЛ «Тампа-Бэй Лайтнинг». Клуб пополнился нападающими Евгением Скачковым, Игорем Скороходовым, Дмитрием Сёминым, защитником Александром Кутузовым и вратарём Виталием Ковалем.
Потеря ключевых игроков, неудачная трансферная политика, проведённая в межсезонье по ходу регулярного первенства вылилась в конфликт между главным тренером уфимцев Владимиром Юрзиновым (младшим) и генеральным менеджером команды Олегом Гроссом, который был отправлен в отставку в декабре 2014 года. Так завершилась эпоха Олега Гросса в «Салавате Юлаеве», продолжавшаяся с 2006 по 2014 годы и ставшая самым успешным периодом в истории клуба.
По ходу чемпионата возникли проблемы у генерального спонсора команды — благотворительного фонда «Урал», на активы которого был наложен арест. В феврале 2015 года произошла смена генерального спонсора всей хоккейной структуры республики Башкортостан, новым генеральным спонсором клуба стала нефтяная компания ОАО АНК «Башнефть». Произошли изменения в руководстве, президентом клуба стал Сергей Молчанов, генеральным директором — Александр Семак.
В регулярном чемпионате КХЛ «Салават Юлаев» занял 6 место в конференции и 14-е место в сводной таблице. В первом раунде плей-офф в пяти матчах уступил магнитогорскому «Металлургу» (0:2, 2:1, 1:2, 4:6, 1:3). По окончании сезона контракт с Юрзиновым продлён не был.

#### Сезон 2015/2016. С чистого листа
1 мая 2015 года главным тренером команды был назначен Анатолий Емелин, новым генеральным менеджером — Леонид Вайсфельд, ранее занимавшие аналогичные должности в хоккейном клубе «Автомобилист» (Екатеринбург). Подписаны контракты с вратарём Никласом Сведбергом, защитниками Романом Дерлюком, Филиппом Метлюком, Сами Леписто, Захаром Арзамасцевым; нападающими Сергеем Соиным, Энвером Лисиным, Александром Нестеровым, Линусом Умарком, Артёмом Черновым и Игорем Григоренко, который в 2011 году выиграл кубок Гагарина в составе «Салавата Юлаева». Произведён обмен защитника уфимцев Александра Кутузова на нападающих ЦСКА Андреаса Энгквиста и Николая Прохоркина. После неудачного старта сезона новым главным тренером стал Игорь Захаркин, а Анатолий Емелин перешёл на должность старшего тренера.
По итогам регулярного чемпионата уфимцы заняли 4 место и попали в первом раунде плей-офф на принципиального соперника — казанский «Ак Барс». После четырёх матчей «Салават Юлаев» выигрывал 3-1, но последующие два матча проиграл, причём последний — 0:8. Седьмой матч «Салават Юлаев» выиграл. Во втором раунде юлаевцы попали на омский «Авангард». По ходу этой серии они вновь вели 3-1, вновь проиграли последующие два матча, и вновь выиграли седьмой матч, пройдя в финал конференции, где уступили магнитогорскому «Металлургу» 1-4.

#### Сезон 2016/2017. Первый полный сезон Захаркина
Перед сезоном клуб покинул Николай Прохоркин, взамен приобрели Кирилла Капризова.
Команда начала сезон ровно, но впоследствии из-за травм выпало много важных игроков, в итоге команда заняла 6 место и попала в плей-офф на «Ак Барс», где проиграла 1-4. После окончания сезона Захаркин был уволен.

#### Сезон 2017/2018. Первый тренер-иностранец
Помимо главного тренера Эркка Вестерлунда в команду были подписаны Андрей Кареев, Григорий Панин, Йоонас Кемппайнен, Филип Ларсен, Бен Скривенс, Антон Бурдасов, Дмитрий Саюстов, Иван Налимов, Владимир Ткачёв, Оскар Бартулис. Последние 5 игроков перешли в клуб уже по ходу сезона.
Команда выиграла дивизион Чернышёва впервые с 2010 года. Звено Умарк — Кемппайнен — Хартикайнен набрало больше 100 очков. В плей-офф в первом раунде уфимцы обыграли «Авангард» в 7 матчах, в овертайме 7-го матча победный гол забил Максим Гончаров. Во втором раунде тоже в 7 играх уфимцы уступили «Трактору». После окончания сезона Вестерлунд был уволен. Также по ходу сезона освободилась должность генерального менеджера — Леонид Вайсфельд покинул свой пост.

#### Сезон 2018/2019. Дебют Цулыгина
В межсезонье команду возглавил Николай Цулыгин. Клуб покинули Бен Скривенс, Иван Налимов, Александр Логинов, Энвер Лисин, Илья Зубов, Дмитрий Саюстов. В команду пришли Юха Метсола, Артём Сергеев, Сергей Терещенко, Александр Кадейкин, Владимир Жарков, Пётр Хохряков, Дмитрий Кугрышев. Уже по ходу сезона к команде присоединились нападающие Максим Рыбин и Александр Бурмистров, защитники Павел Коледов, Юрий Сергиенко и Алексей Семёнов.
По итогам регулярного первенства команда заняла 6-е место в конференции. В первом раунде в 6 матчах был обыгран «Металлург» из Магнитогорска. Во втором — «Автомобилист» (4-1), занявший первое место в конференции. В финале востока «Салават Юлаев» проиграл омскому «Авангарду» 2-4 и завоевал бронзовые медали КХЛ.

#### Сезон 2019/2020. Последний сезон Линуса Умарка
В межсезонье команду покинули Антон Бурдасов, Йоонас Кемппайнен, Владимир Ткачёв, пришли Сакари Маннинен, Никита Сошников, Михаил Пашнин, Евгений Лисовец. В регулярном первенстве команда вновь заняла 6 место, в первом раунде плей-офф «Салавату» достался «Авангард», четырежды обыгравший его в первенстве. В плей-офф «Салават Юлаев» выиграл 4-2, Линус Умарк набрал в 6 матчах 12 очков. Во втором раунде должно было состояться дерби с «Ак Барсом», но в связи с пандемией COVID-19 чемпионат был досрочно завершён.

#### Сезон 2020/2021. Рокировка Цулыгин — Лямся
В межсезонье команду покинул легенда и лучший бомбардир клуба последних лет Линус Умарк. Помимо него, команду покинули Александр Бурмистров, Михаил Пашнин, Артём Сергеев, Максим Майоров. Пришли Евгений Бирюков, Михаил Воробьёв, Маркус Гранлунд, Дмитрий Коробов. По ходу сезона состав команды пополнили Александр Алексеев, Данил Тарасов, Джефф Платт, Михаил Науменков (был обменян из ЦСКА на Никиту Сошникова). В тренерском штабе произошла рокировка между главным тренером Николаем Цулыгином и ассистентом Томи Лямсой. Также штаб пополнили ассистенты Виктор Козлов и Михаил Васильев, тренер по физической подготовке Матиас Сарвела и тренер вратарей Вадим Тарасов.
Команда хорошо начала сезон, но в октябре из-за эпидемии коронавируса многие игроки основы и главный тренер были вынуждены пропускать игры. В это время в составе было много молодых игроков «Толпара», а также игроков «Тороса». В регулярном чемпионате команда заняла 4 место в конференции. В плей-офф команда переиграла «Трактор» со счётом в серии 4-1, но уже во втором раунде в «зелёном дерби» разгромно проиграла «Ак Барсу» со счётом 0-4, впервые в истории КХЛ не выиграв ни единого матча в серии.

#### Сезон 2021/2022. Последний сезон Хартикайнена. Конец легионерской эпопеи
После разгромного поражения от «Ак Барса» в последнем плей-офф, руководство клуба не решилась на кардинальные изменения, а сделала ставку на точечные усиления. Клуб пополнили Александр Шарыченков, Виктор Тихонов, Андрей Зубарев, Виктор Антипин (был обменян из Витязя на Евгения Лисовца), Динар Хафизуллин (был обменян из СКА на Михаила Воробьёва), Николай Кулёмин, Степан Санников. Клуб покинули Андрей Кареев, Дмитрий Коробов, Эдуард Гиматов, Илья Баранов, Владимир Жарков, Дмитрий Кугрышев, Вячеслав Солодухин. Карьеру игрока закончил Алексей Семёнов. Срок аренды закончился у Даниила Тарасова и Александра Алексеева. Регулярный чемпионат Салават Юлаев закончил на третьем месте конференции Восток. В плей-офф Салават Юлаев обыграл «Сибирь» со счётом 4-1, но в полуфинале конференции «Трактор» взял у уфимской команды реванш за прошлогоднее поражение со счётом в серии 4-2.

#### Сезон 2022/2023. Перестройка. Вторые на Востоке и ранний вылет
2 марта 2022 года из-за политической ситуации команду покинули финны Сакари Маннинен, Тему Хартикайнен, Маркус Гранлунд и Юха Метсола. Также ушли Динар Хафизуллин, Андрей Зубарев, Джефф Платт, Пётр Хохряков, Александр Шарыченков, Филипп Ларсен. Пришли: Александр Хмелевски, Райан Мёрфи, Станислав Бочаров (позже контракт был расторгнут), Иван Дроздов, Андрей Кареев, Илья Ежов, Евгений Тимкин и Джош Хо-Санг. Произошли изменения и в тренерском штабе: пост главного тренера покинул финский специалист Томи Лямся, а его место занял Виктор Козлов. Николай Цулыгин остался на посту ассистента главного тренера, но также его обязанности исполнял Константин Кольцов. Регулярный чемпионат Салават Юлаев закончил на втором месте конференции Восток. Но в плей-офф впервые с 2017 года проиграл владивостокскому «Адмиралу» со счётом 4-2. Несмотря на ранний вылет из плей-офф руководство республики и клуба сохранило за Виктором Козловым должность главного тренера, поставив перед ним цель — планомерное и результативное развитие клуба.

#### Сезон 2023/2024. Третьи на Востоке. И вновь ранний вылет
В середине сезона смогла выиграть исторически важнейшее противостояние с казанским «Ак Барсом» — «зелёное дерби». В регулярном чемпионате Виктору Козлову с командой удалось занять 3-е место в восточной конференции с активом в 90 очков за 68 матчей. Но это не помогло клубу пройти во второй раунд плей-офф Кубка Гагарина. Уфимский «Салават Юлаев» вылетел от челябинского «Трактора» со счётом в серии 4—2. Но даже несмотря на ранний вылет команды из плей-офф, руководство «Салавата Юлаева» решило оставить Виктора Козлова главным тренером.

## Статистика выступлений

### Чемпионат России
| Сезон   | Место | И     | В     | ВО (+ВБ) | Н   | ПО (+ПБ) | П     | ЗШ     | ПШ     | ±Ш      | О     | %О    | Результаты серий с соперниками в плей-офф                      | Результат в плей-офф |
| ------- | ----- | ----- | ----- | -------- | --- | -------- | ----- | ------ | ------ | ------- | ----- | ----- | -------------------------------------------------------------- | -------------------- |
| 1996/97 | 5 7   | 24 38 | 14 17 |          | 1 6 |          | 9 15  | 83 116 | 58 97  | +25 +19 | 29 40 |       | 2-1 Северсталь, 2-1 Кристалл Саратов, 0-2 Торпедо Ярославль    | 1/2 финала           |
| 1997/98 | 7 19  | 26 46 | 11 15 |          | 4 6 |          | 11 26 | 70 108 | 63 128 | +7 -20  | 26 36 |       |                                                                | Не проводился        |
| 1998/99 | 9     | 42    | 14    |          | 11  |          | 17    | 98     | 113    | -15     | 39    |       | 1-3 Молот-Прикамье                                             | 1/8 финала           |
| 1999/00 | 17 2  | 38 14 | 6 10  | 2 0      | 6 1 | 2 0      | 22 3  | 78 47  | 107 28 | -29 +19 | 30 31 |       |                                                                | Не квалифицировались |
| 2000/01 | 12 11 | 34 10 | 11 3  | 3 0      | 7 1 | 1 2      | 12 4  | 76 27  | 85 32  | -9 -5   | 47 12 |       |                                                                | Не квалифицировались |
| 2001/02 | 9     | 51    | 21    | 2        | 6   | 0        | 22    | 126    | 127    | -1      | 73    | 47.71 |                                                                | Не квалифицировались |
| 2002/03 | 8     | 51    | 20    | 3        | 9   | 2        | 17    | 107    | 87     | +20     | 77    | 50.33 | 0-3 Локомотив Ярославль                                        | 1/4 финала           |
| 2003/04 | 9     | 60    | 24    | 0        | 7   | 2        | 27    | 134    | 140    | -6      | 81    | 45    |                                                                | Не квалифицировались |
| 2004/05 | 13    | 60    | 19    | 1        | 7   | 2        | 31    | 114    | 156    | -42     | 68    | 37.78 |                                                                | Не квалифицировались |
| 2005/06 | 7     | 51    | 21    | 0        | 11  | 2        | 17    | 128    | 110    | +18     | 76    | 49.67 | 3-0 Спартак, 0-3 Ак Барс                                       | 1/4 финала           |
| 2006/07 | 5     | 54    | 30    | 1        | 12  | 1        | 10    | 152    | 108    | +44     | 105   | 64,81 | 3-0 СКА, 2-3 ЦСКА                                              | 1/4 финала           |
| 2007/08 | 1     | 57    | 37    | 5        | 0   | 4        | 11    | 183    | 119    | +64     | 125   | 73    | 3-0 Амур, 3-0 Северсталь, 3-1 Ак Барс, 3-2 Локомотив Ярославль | Чемпион              |

Примечание: М — место, И — количество игр, В — выигрыши в основное время, ВО — выигрыши в овертайме, ВБ — выигрыши по буллитам, Н — ничьи, ПО — проигрыши в овертайме, ПБ — проигрыши по буллитам, П — проигрыши в основное время, ЗШ — забито шайб, ПШ — пропущено шайб, ±Ш — разница шайб, О — очки, %О — процент от возможного количества набранных очков.

### Континентальная хоккейная лига
И — количество проведённых игр, В — выигрыши в основное время, ВО — выигрыши в овертайме, ВБ — выигрыши в послематчевых буллитах, ПО — проигрыши в овертайме, ПБ — проигрыши в послематчевых буллитах, П — проигрыши в основное время, О — количество набранных очков, Ш — соотношение забитых и пропущенных голов, РС — место по результатам регулярного сезона
| Сезон   | И   | В   | ВО | ВБ | ПБ | ПО | П   | О    | Ш         | РС | Результаты серий с соперниками в плей-офф                     | Результат в плей-офф                                          |
| ------- | --- | --- | -- | -- | -- | -- | --- | ---- | --------- | -- | ------------------------------------------------------------- | ------------------------------------------------------------- |
| 2008/09 | 56  | 38  | 4  | 1  | 3  | 2  | 8   | 129  | 203-116   | 1  | 1-3 Авангард                                                  | Проиграли в 1/8 финала                                        |
| 2009/10 | 56  | 37  | 4  | 3  | 3  | 1  | 8   | 129  | 215-116   | 1  | 3-1 Автомобилист, 4-2 Нефтехимик, 2-4 Ак Барс                 | Проиграли в 1/2 финала                                        |
| 2010/11 | 54  | 31  | 9  | 2  | 2  | 1  | 9   | 109  | 210-144   | 3  | 4-0 Сибирь, 4-1 Ак Барс, 4-3 Металлург Мг, 4-1 Атлант         | Выиграли Кубок Гагарина                                       |
| 2011/12 | 54  | 23  | 3  | 4  | 4  | 1  | 18  | 89   | 173-152   | 8  | 2-4 Ак Барс                                                   | Проиграли в 1/8 финала                                        |
| 2012/13 | 52  | 24  | 2  | 3  | 6  | 0  | 17  | 88   | 148-140   | 9  | 4-3 Металлург Мг, 3-4 Ак Барс                                 | Проиграли в 1/4 финала                                        |
| 2013/14 | 54  | 25  | 3  | 3  | 4  | 3  | 16  | 94   | 155-140   | 8  | 4-3 Торпедо, 4-2 Барыс, 1-4 Металлург Мг                      | Проиграли в 1/2 финала                                        |
| 2014/15 | 60  | 25  | 2  | 1  | 4  | 1  | 27  | 86   | 158-173   | 14 | 1-4 Металлург Мг                                              | Проиграли в 1/8 финала                                        |
| 2015/16 | 60  | 29  | 3  | 2  | 1  | 3  | 22  | 101  | 179-156   | 9  | 4-3 Ак Барс, 4-3 Авангард, 1-4 Металлург Мг                   | Проиграли в 1/2 финала                                        |
| 2016/17 | 60  | 21  | 2  | 4  | 10 | 3  | 20  | 88   | 169-174   | 15 | 1-4 Ак Барс                                                   | Проиграли в 1/8 финала                                        |
| 2017/18 | 56  | 26  | 4  | 1  | 3  | 2  | 20  | 93   | 151-139   | 10 | 4-3 Авангард, 3-4 Трактор                                     | Проиграли в 1/4 финала                                        |
| 2018/19 | 62  | 24  | 6  | 1  | 5  | 5  | 21  | 72   | 158-140   | 11 | 4-2 Металлург Мг, 4-1 Автомобилист, 2-4 Авангард              | Проиграли в 1/2 финала                                        |
| 2019/20 | 62  | 23  | 5  | 1  | 8  | 2  | 23  | 68   | 153-144   | 12 | 4-2 Авангард                                                  | Плей-офф прекращён                                            |
| 2020/21 | 60  | 28  | 5  | 5  | 1  | 4  | 17  | 81   | 181-151   | 8  | 4-1 Трактор, 0-4 Ак Барс                                      | Проиграли в 1/4 финала                                        |
| 2021/22 | 45  | 24  | 3  | 1  | 3  | 3  | 12  | 62   | 131-96    | 9  | 4-1 Сибирь, 2-4 Трактор                                       | Проиграли в 1/4 финала                                        |
| 2022/23 | 68  | 28  | 6  | 4  | 7  | 3  | 20  | 86   | 174-141   | 7  | 2-4 Адмирал                                                   | Проиграли в 1/8 финала                                        |
| 2023/24 | 68  | 36  | 4  | 2  | 2  | 4  | 20  | 90   | 196-143   | 6  | 2-4 Трактор                                                   | Проиграли в 1/8 финала                                        |
| 2024/25 | 68  | 33  | 6  | 6  | 1  | 2  | 20  | 93   | 212-159   | 3  | 4-3 Сибирь, 4-3 Спартак, 1-4 Локомотив                        | Проиграли в 1/2 финала                                        |
| Всего   | 882 | 423 | 62 | 39 | 57 | 34 | 266 | 1410 | 2661-2187 | —  | В плей-офф участвовали 17 раз. Счёт (победы/поражения): 99-97 | В плей-офф участвовали 17 раз. Счёт (победы/поражения): 99-97 |

### Лига чемпионов
«Салават Юлаев» принял участие в первом розыгрыше Европейской хоккейной Лиги чемпионов сезона 2008/2009 как чемпион России. Помимо «Салавата Юлаева», Россию представлял магнитогорский «Металлург». Не потерпев ни единого поражения на групповой стадии турнира, «Салават Юлаев» вышел в полуфинал, где по итогам двух матчей уступил «Металлургу».
Матчи «Салавата Юлаева» в Лиге чемпионов сезона 2008/2009
- Групповая стадия:

«Салават Юлаев» — «Ческе Будеёвице» Чехия 7-1 (1-0, 3-0, 3-1)
«Слован» Братислава, Словакия — «Салават Юлаев» 2-4 (1-0, 1-3, 0-1)
«Ческе Будеёвице» — «Салават Юлаев» 0-3 (0-2, 0-1, 0-0)
«Салават Юлаев» — «Слован» 8-2 (1-1, 4-1, 3-0)
- 1/2 финала:

«Металлург» Магнитогорск, Россия — «Салават Юлаев» 1-2 (0-0, 0-2, 1-0)
«Салават Юлаев» — «Металлург» Магнитогорск 1-3 (0-0, 1-0, 0-3, 0-2 Б)

## Достижения

### Чемпионат МХЛ
- Бронзовый призёр (2): 1994/95, 1995/96

### Чемпионат России
- Чемпион (1): 2007/08
- Бронзовый призёр (1): 1996/97
- Обладатель Приза Всеволода Боброва: 2007/08

### Континентальная хоккейная лига
- Обладатель Кубка Гагарина: 2010/11
- Бронзовый призёр (4): 2009/2010, 2013/2014, 2015/2016, 2024/25
- Обладатель Кубка Открытия (2): 2008/09, 2011/12
- Обладатель Кубка победителя регулярного чемпионата: 2008/09[13]
- Обладатель Кубка Континента: 2009/10
- Обладатель Кубка Восточной конференции: 2010/11
- Обладатель Приза Всеволода Боброва (2): 2009/10, 2010/11

### Еврокубки
- Обладатель Кубка Федерации: 1994/95
- 3-е место Кубка Федерации: 1995/96
- 1/2 финала Хоккейной Лиги чемпионов: 2008/09

### Рождественские
- Обладатель Кубка Беарда (Лезен, Швейцария): 1993
- Победитель Рождественского турнира (Омск): 2001
- Победитель Турнира четырёх (Уфа): 2002
- Финалист Кубка Шпенглера (Давос, Швейцария) (2): 2007, 2014

### Предсезонные
- Обладатель Кубка ХК «Рунгстед» (Копенгаген, Дания): 1993
- Победитель Турнира памяти Артёма Копотя (Челябинск): 1994
- Обладатель Кубка Прикамья (Пермь) (2): 1998, 2000
- Обладатель Кубка Республики Башкортостан (Уфа) (11): 2000, 2005—2007, 2010, 2012, 2013, 2016, 2018, 2020, 2022, 2023
- Победитель Мемориала И. Х. Ромазана (Магнитогорск) (3): 2002, 2006, 2007
- Победитель Clas Ohlson Cup (Лександ): 2009
- Обладатель Кубка Паюлахти (Настола, Финляндия): 2003
- Обладатель Кубка Губернатора Нижегородской области (Нижний Новгород) (2): 2015, 2017
- Обладатель Кубка Губернатора Челябинской области (Челябинск): 2018

### Личные
- Лучший бомбардир МХЛ — Дмитрий Денисов (1993—1994, 1994—1995)
- Лучшая тройка — Борис Тимофеев — Раиль Муфтиев — Дмитрий Денисов (1993—1994), Линус Умарк — Йоонас Кемппайнен — Тему Хартикайнен (2017—2018), Маркус Гранлунд — Сакари Маннинен — Тему Хартикайнен (2020—2021)
- Золотая клюшка — Дмитрий Денисов (1994—1995), Раиль Муфтиев (1995—1996), Александр Радулов (2009—2010, 2010—2011, 2011—2012)
- Лучший вратарь — Владимир Тихомиров (1995—1996), Юха Метсола (2018—2019)
- Самый результативный защитник — Кирилл Кольцов (2013—2014, 2014—2015), Филип Ларсен (2017 −2018)
- Золотой шлем — Андрей Зюзин (1996—1997), Александр Ерёменко, Виталий Прошкин, Алексей Терещенко (2007—2008), Алексей Терещенко (2008—2009), Дмитрий Калинин, Александр Радулов (2009—2010), Эрик Эрсберг, Кирилл Кольцов, Игорь Григоренко, Александр Радулов (2010—2011), Александр Радулов (2011—2012)
- Лучший молодой игрок (приз имени Алексея Черепанова) — Андрей Василевский (2013—2014)
- Приз секунда — Александр Семак (2000—2001), Александр Радулов (2010—2011)
- Джентльмен на льду — Игорь Щадилов (2007—2008)
- Самый полезный игрок КХЛ — Патрик Торесен (2009—2010), Александр Радулов (2010—2011)
- Лучший бомбардир КХЛ — Джош Ливо (2024—2025)
- Приз «Стальные нервы» — Андрей Гаврилов (2016—2017)
- Приз «Дорогу молодым» (приз имени Анатолия Тарасова) — Владимир Юрзинов (младший)
- Лучший бомбардир КХЛ среди финских игроков — Тему Хартикайнен

## Рекорды
- ХК «Салават Юлаев» — первый обладатель комплекта главных командных трофеев КХЛ: Кубка Гагарина, Кубка Открытия, Кубка Континента, Приза Всеволода Боброва. Вторым стал Динамо (Москва) (Кубок Открытия в сезоне 2012/2013), третьим — СКА (Кубок Открытия в сезоне 2017/2018)
- На 2014 год самая забивающая команда в КХЛ: за 6 сезонов забито 1262 гола.
- Клуб стал первым, преодолевшим рубеж в 1000 шайб. Юбилейную шайбу забил Игорь Мирнов.
- За уфимцами закреплена серия из наибольшего количества идущих подряд матчей, в которых команда забивала хотя бы один гол — 54 игры.
- До 2015 года «Салавату» принадлежал рекорд по набранному количеству очков за сезон — 129 в сезонах 2007/08 и 2008/2009, впоследствии уступив ЦСКА (139 в сезоне 2014/2015). Однако ЦСКА понадобилось большее количество матчей, чтобы побить рекорд «Салавата» (60 против 56). То есть при равном количестве игр «Салават» теоретически мог сохранить лидерство в этом компоненте.
- Первый клуб в истории КХЛ и российского хоккея, выигравший две 7-матчевые серии плей-офф подряд.
- Один из двух клубов, выигравший три регулярных чемпионата подряд (2007/2008, 2008/2009, 2009/2010), ЦСКА повторил (2014/2015, 2015/2016, 2016/2017).
- В последнем матче сезона 1986/1987 дома в матче с усть-каменогорским «Торпедо» была зафиксирована самая результативная ничья — 10:10.
- Рекорд КХЛ по голам за два периода, уфимцам удалось забросить 10 шайб (предыдущее достижение 9 шайб) в матче против ХК «Сочи» 31.08.2017. Итоговый счёт матча 11:3.

На 2023 год статистика игроков выглядит следующим образом:
- Наибольшее число игр среди вратарей — Юха Метсола (202)
- Побед среди вратарей — Юха Метсола (105)
- «Сухих» матчей — Юха Метсола (21)
- Наибольшее число игр среди полевых игроков — Андрей Сидякин (597)
- Голов — Тему Хартикайнен (186)
- Передач — Тему Хартикайнен (233)
- Очков — Тему Хартикайнен (419)
- Плюс/минус — Александр Радулов (+116)
- Штраф — Денис Хлыстов (503 минуты)
- В среднем голов за игру — Патрик Торесен (0,418)
- Передач за игру — Александр Радулов (0,767)
- Очков за игру — Александр Радулов (1,163)
- Лучший бомбардир за всю историю клуба — Владимир Быков (342 шайбы).

## Инфраструктура
Самое большое спортивное сооружение с искусственным льдом в Республике Башкортостан, «Уфа-Арена», построена в 2007 году по проекту уфимских архитекторов. Вместимость — 8522 чел. Расположена в центре города, на улице Ленина. Ранее на этой территории располагался стадион «Труд».
Первых зрителей «Уфа-Арена» приняла 27 августа 2007 года, когда на льду в матче открытия арены встретились молодёжные сборные России и Канады. Также на арене был проведён чемпионат мира по борьбе на поясах в октябре 2007 года.
Первый официальный матч на льду арены «Салават Юлаев» провёл 19 декабря 2007 года. Там же 11 апреля 2008 года «Салават Юлаев» впервые в своей истории стал чемпионом России, а 16 апреля 2011 стал чемпионом КХЛ.

## Спонсоры и бюджет
Спонсоры
- 1961—1988 — Уфимский ордена «Знак Почёта» приборостроительный завод им. В. И. Ленина
- 1989—1991 — Кооперативный банк «Восток»
- 1991—1998 — ОАО «Новойл»
- 1999—2003 — Правительство Республики Башкортостан, ОАО «Урало-Сибирский Банк»
- 2003—2004 — ОАО «АНК „Башнефть“»
- 2004—2007 — ОАО «АНК „Башнефть“», ОАО «Башкирэнерго» и др.[14]
- 2007—2008 — ОАО «АНК „Башнефть“»[15]
- 2008—2010 — Благотворительные фонды «Агидель», «Инзер», «Урал», «Юрюзань»[16]
- 2010—2015 — Благотворительный фонд «Урал»[17]
- 2015—2017 — ПАО «АНК „Башнефть“»[18]
- 2017—2023 — Фонд Социальных целевых программ[19]
- 2023—н. в. — «Садовое кольцо»[20]

Технические партнёры
- до 2019 — «Луч»
- 2019—н. в. — Steel Axes

Платежи по текущим операциям, тысяч рублей

## Учредители
- Администрация города Уфа (2005—н. в.)
- Министерство по физической культуре, спорту и туризму Республики Башкортостан (2005—н. в.)
- ООО «Башкирэнерго» (2005—н. в.)
- Администрация Главы Республики Башкортостан (2018—н. в.)

## Руководство
Председатели правления
- Ковалёв, Николай Григорьевич (1961—1974)
- Колыхалов, Анатолий Семёнович (1974—1988)
- Саитгареев, Риф Нурлыгаянович (1989—1991)
- Валеев, Ринат Абдуллович (1991—1999)[22][23]
- Даукаев, Тахир Мидхатович (1999—2003)[24]
- Меркулов, Александр Михайлович (2003—2004)[25]

Президенты
- Байдавлетов, Рафаэль Ибрагимович (1999—2004)[26][27]
- Курапов, Николай Андреевич (2004—2009)[28]
- Рахимов, Урал Муртазович (2009—2010)[29]
- Курапов, Николай Андреевич (2010—2011)
- Махмутов, Анвар Анасович (2011)[30]
- Качкаев, Павел Рюрикович (2011—2012)[31]
- Пустовгаров, Юрий Леонидович (2012—2015)[32]
- Молчанов, Сергей Александрович (2015—2017)[33]
- Нагорный, Владимир Александрович (2017—2018)[34]

Генеральные менеджеры
- Алексеев, Игорь Михайлович (2001—2003)[35]
- Меркулов, Александр Михайлович (2004—2005)
- Михалёв, Сергей Михайлович (2005)[36][37]
- Меркулов, Александр Михайлович (2005—2006)
- Гросс, Олег Иаганесович (2006—2014)[38]
- Вайсфельд, Леонид Владленович (2015—2018)[39][40]

Генеральные директора́
- Меркулов, Александр Михайлович (2004)
- Рыбинский, Вадим Александрович (2004—2009)[41]
- Рахимов, Урал Муртазович (2009—2010)
- Рыбинский, Вадим Александрович (2010—2011)[42]
- Ишалин, Рустэм Надилевич (2011—2015)[43]
- Семак, Александр Владимирович (2015—2016)[44]
- Нургутдинов, Валерий Рафгатович (2016—2017)[45]
- Ибрагимов, Тагир Асхатович (2017—2019)[46]
- Курносов, Александр Евгеньевич (2019—2021)[47]
- Баширов, Ринат Рашитович (2021 — н. в.)[48]

Председатели наблюдательного совета
- Курапов, Николай Андреевич (2009—2010)
- Толкачёв, Константин Борисович (2010—2012)[49]

Председатели совета
- Баширов, Ринат Рашитович (2019—2021)[50]

## Тренерский штаб
| Главный тренер                  | Виктор Козлов    |
| Тренер                          | Николай Цулыгин  |
| Тренер                          | Владимир Потапов |
| Тренер по физической подготовке | Андриан Вальво   |
| Тренер вратарей                 | Дмитрий Мезенцев |

## Состав
Источник: hcsalavat.ru
| №          | Игрок               | Страна                    | Хват    | Дата рождения             | Рост (см) | Вес (кг) |
| Вратари    | Вратари             | Вратари                   | Вратари | Вратари                   | Вратари   | Вратари  |
| ---------- | ------------------- | ------------------------- | ------- | ------------------------- | --------- | -------- |
| 31         | Александр Самонов   | Россия                    | Левый   | 23 августа 1995 (29 лет)  | 182       | 76       |
| 35         | Семён Вязовой       | Россия                    | Левый   | 26 февраля 2003 (22 года) | 191       | 82       |
| Защитники  |                     |                           |         |                           |           |          |
| 8          | Александр Комаров   | Россия                    | Левый   | 12 ноября 2002 (22 года)  | 190       | 80       |
| 11         | Григорий Панин      | Россия                    | Левый   | 24 ноября 1985 (39 лет)   | 184       | 89       |
| 32         | Сергей Варлов       | Россия                    | Левый   | 30 июня 2000 (25 лет)     | 180       | 90       |
| 33         | Михаил Науменков    | Россия                    | Левый   | 19 февраля 1993 (32 года) | 185       | 87       |
| 52         | Никита Зоркин       | Россия                    | Левый   | 13 июня 2000 (25 лет)     | 188       | 88       |
| 63         | Динар Хафизуллин    | Россия                    | Левый   | 5 января 1989 (36 лет)    | 180       | 82       |
| 73         | Ярослав Цулыгин     | Россия                    | Правый  | 22 июля 2004 (21 год)     | 180       | 82       |
| 93         | Алексей Василевский | Россия                    | Правый  | 21 января 1993 (32 года)  | 180       | 93       |
| 96         | Ильдан Газимов      | Россия                    | Левый   | 16 июня 2001 (24 года)    | 186       | 80       |
| Нападающие |                     |                           |         |                           |           |          |
| 7          | Матвей Гуськов      | Россия                    | Левый   | 30 января 2001 (24 года)  | 186       | 78       |
| 17         | Глеб Кузьмин        | Россия                    | Левый   | 5 января 1997 (28 лет)    | 180       | 80       |
| 29         | Нэйтан Тодд         | Канада                    | Правый  | 2 декабря 1995 (29 лет)   | 185       | 86       |
| 55         | Александр Хмелевски | Соединённые Штаты Америки | Правый  | 9 июня 1999 (26 лет)      | 183       | 85       |
| 56         | Шелдон Ремпал       | Канада                    | Правый  | 7 августа 1995 (29 лет)   | 178       | 77       |
| 61         | Данил Алалыкин      | Россия                    | Левый   | 27 марта 2001 (24 года)   | 183       | 75       |
| 62         | Пётр Хохряков       | Россия                    | Левый   | 16 января 1990 (35 лет)   | 186       | 83       |
| 65         | Владислав Ефремов   | Россия                    | Левый   | 1 августа 1995 (29 лет)   | 178       | 82       |
| 68         | Артём Пименов       | Россия                    | Левый   | 19 мая 1996 (29 лет)      | 179       | 84       |
| 69         | Максим Великов      | Россия                    | Левый   | 21 октября 2005 (19 лет)  | 184       | 90       |
| 72         | Егор Сучков         | Россия                    | Левый   | 12 августа 2001 (23 года) | 173       | 70       |
| 77         | Денис Ян            | Флаг России               | Левый   | 14 апреля 1997 (28 лет)   | 187       | 86       |
| 79         | Артём Набиев        | Россия                    | Левый   | 23 августа 2005 (19 лет)  | 183       | 84       |
| 88         | Даниил Огирчук      | Россия                    | Правый  | 2 сентября 1999 (25 лет)  | 184       | 85       |
| 90         | Джош Ливо           | Канада                    | Правый  | 26 мая 1993 (32 года)     | 188       | 87       |

## Неиспользуемые номера
- 27 — Родион Амиров, (2019—2022) нападающий. Выведен из обращения 11 сентября 2023 года.

## Все главные тренеры
- Штырков, Владимир Иванович (1961—1963)
- Субботин, Юрий Павлович (1963—1968)
- Каравдин, Владимир Петрович (1968—1975)
- Никитин, Валерий Александрович (1975—1979)
- Азаматов, Марат Мустафеевич (1979—1983)
- Садомов, Виктор Николаевич (1983—1987)
- Михалёв, Сергей Михайлович (1987—1990)
- Азаматов, Марат Мустафеевич (1990—1991)
- Ишматов, Рафаил Газизович (1991—1999)
- Быков, Владимир Викторович (1999—2000)
- Макаров, Леонид Павлович (2000)
- Николаев, Сергей Алексеевич (2000—2003)
- Макаров, Николай Михайлович (2003—2004)
- Ишматов, Рафаил Газизович (2004—2005)
- Михалёв, Сергей Михайлович (2005—2009)
- Быков, Вячеслав Аркадьевич (2009—2011)
- Михалёв, Сергей Михайлович (2011)
- Сафин, Венер Расихович (2011—2012)
- Юрзинов, Владимир Владимирович (младший) (2012—2015)
- Емелин, Анатолий Анатольевич (2015)
- Захаркин, Игорь Владимирович (2015—2017)
- Вестерлунд, Эркка (2017—2018)
- Цулыгин, Николай Леонидович (2018—2020)
- Лямся, Томи (2020—2022)
- Козлов, Виктор Николаевич (2022—н. в.)

## Известные воспитанники хоккейной школы «Салават Юлаев»
Заслуженные мастера спорта
- Василевский, Андрей Андреевич
- Гимаев, Ирек Фаритович
- Гимаев, Сергей Наильевич
- Кравчук, Игорь Александрович
- Семак, Александр Владимирович

Мастера спорта международного класса
- Афиногенов, Денис Александрович
- Анфёров, Михаил Андреевич
- Бушмелёв, Сергей Адольфович
- Гомоляко, Сергей Юрьевич
- Денисов, Дмитрий Витальевич
- Емелин, Анатолий Анатольевич
- Зюзин, Андрей Юрьевич
- Заварухин, Николай Николаевич
- Муфтиев, Раиль Мнавирович
- Тимофеев, Борис Михайлович
- Хайдаров, Равиль Рафизович
- Цулыгин, Николай Леонидович
- Юлдашев, Рамиль Раильевич
- Яханов, Андрей Викторович

Участники Олимпийских игр
- 1988 — Игорь Кравчук (золото)
- 1992 — Игорь Кравчук (золото)
- 1994 — Дмитрий Денисов (4 место)
- 1998 — Игорь Кравчук (серебро)
- 2002 — Игорь Кравчук (бронза)
- 2018 — Андрей Зубарев (золото)

Участники чемпионатов мира
- 1979 — Ирек Гимаев (золото)
- 1982 — Ирек Гимаев (золото)
- 1983 — Ирек Гимаев (золото)
- 1985 — Ирек Гимаев (бронза)
- 1987 — Александр Семак (серебро)
- 1990 — Игорь Кравчук, Александр Семак (золото)
- 1991 — Игорь Кравчук, Александр Семак (бронза)
- 1994 — Анатолий Емелин (5 место)
- 1997 — Денис Афиногенов (4 место)
- 2000 — Игорь Кравчук (11 место)
- 2014 — Андрей Василевский, Андрей Зубарев (золото)
- 2017 — Андрей Василевский (бронза)
- 2019 — Андрей Василевский (бронза)

Обладатели Кубка Стэнли
- 2020 — Андрей Василевский
- 2021 — Андрей Василевский

## Соперничество
Наиболее принципиальным соперником для «Салавата Юлаева» можно назвать казанский «Ак Барс». Матчи между этими клубами называют «зелёным дерби». Своё название дерби получило из-за форм зелёного цвета. Первая официальная встреча соперников состоялась 25 декабря 1966 года: СК имени Урицкого и СК имени Салават Юлаева сыграли в Казани вничью — 1:1 (Быков; Емелин).
К другим принципиальным соперникам «Салавата Юлаева» можно отнести конкурента по конференции магнитогорский «Металлург», а также соперника по дивизиону омский «Авангард».